# Iurie Roșca
Iurie Roșca (n. 31 octombrie 1961, Telenești, RSS Moldovenească, URSS) este un politician din Republica Moldova. A îndeplinit, vreme de mai mulți ani, funcția de președinte al Partidului Popular Creștin Democrat din Republica Moldova. A fost vicepreședinte al Parlamentul Republicii Moldova între 1998-2001 și 2005-2009; și viceprim-ministru al Republicii Moldova (iunie - septembrie 2009).

## Biografie și carieră
Iurie Roșca s-a născut pe 31 octombrie 1961, în satul Hirova, Telenești,(Călărași) RSS Moldovenească, URSS. Între anii 1975 și 1989 a fost membru ULCT. După absolvirea studiilor medii la școala N1 din Chișinău (actualmente liceul „Gheorghe Asachi”), a urmat cursurile Facultății de Jurnalism a Universității de Stat din Moldova (1980-1985). După absolvirea facultății, a lucrat în calitate de corespondent la ziarul „Tinerimea Moldovei”, redactor la Televiziunea Națională („Teleradio-Moldova”).
În anul 1988, este ales membru al grupului de inițiativă al Mișcării Democratice din Moldova, iar în 1989 devine unul dintre fondatorii Frontului Popular din Moldova.

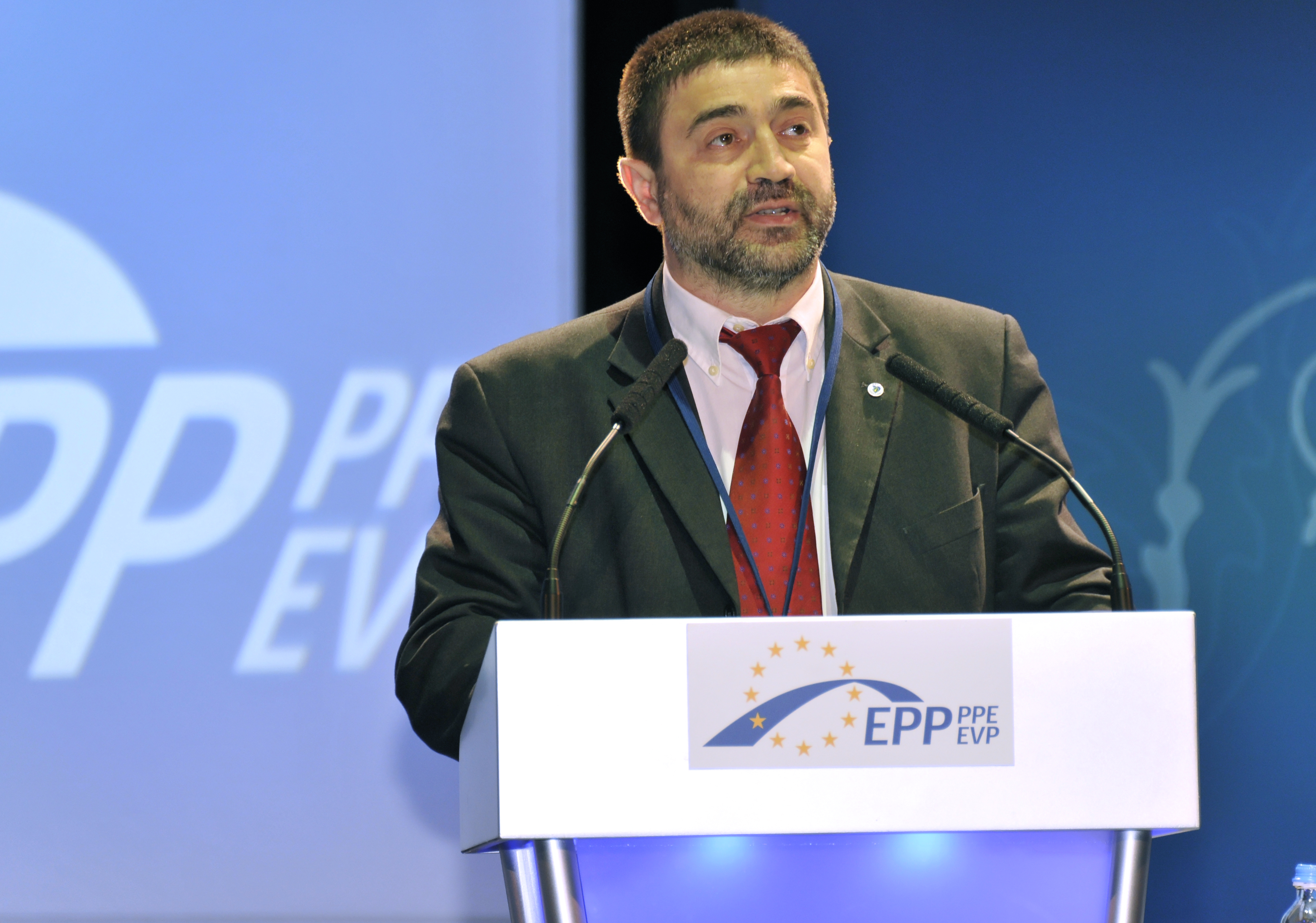
Iurie Roșca la congresul Partidului Popular European în Varșovia (2009)

După ce în perioada 1989-1994 a deținut funcția de Președinte executiv al Frontului Popular Creștin Democrat din Moldova, la congresul al IV-lea al acestui partid din aprilie 1994 este ales în calitate de Președinte, fiind reales apoi în această funcție la congresul al V-lea din 1996 și la congresul al VI-lea din 1999.
Între anii 1994-2009 a fost deputat al Partidului Popular Creștin-Democrat (PPCD) în Parlamentul Republicii Moldova. A fost membru al Biroului Permanent al Parlamentului și președinte al Fracțiunii FPCD, ulterior PPCD (1994-1998), vicepreședinte al Parlamentului și președinte al Comisiei de anchetă a Parlamentului, în vizorul căreia s-au aflat cazurile de corupție și de deturnare ilicită de fonduri (1998-2001).
La alegerile locale din 23 mai 1999 a candidat din partea PPCD la funcția de Primar general al municipiului Chișinău, plasându-se, cu 12% din sufragii, pe locul al treilea dintre cei 7 concurenți, fiind devansat de Serafim Urechean (câștigătorul mandatului) și de candidatul blocului unit al stângii comuniste.
În anul 1999 a obținut admiterea Partidului Popular Creștin Democrat în Internaționala Democrat Creștină (IDC), fiind ales ca membru cu drept de vot în Biroul Politic al IDC.
Pe 4 aprilie 2005, cei 11 deputați a Partidului Popular Creștin Democrat, condus de Iurie Roșca, au votat pentru alegerea lui Vladimir Voronin în funcția de Președinte al Republicii Moldova.
La data de 8 aprilie 2005 este ales în funcția de Vicepreședinte al Parlamentului Republicii Moldova. Partidul condus de el nu a mai intrat în Parlament după alegerile din aprilie și iulie 2009. La data de 16 iunie 2009 este numit în funcția de viceprim-ministru, prin decretul Președintelui Republicii Moldova. A demisionat din funcție la 14 septembrie 2009.
Din anul 2012 deține funcția de președinte al "Universității Populare".

## Televiziune
Din martie 2016 până în mai 2018 a realizat emisiunea ”MEGAFON” la canalul NTV Moldova.

## Viziuni politice
Iurie Roșca se poziționează în calitate de adept al tradiționalismului, doctrinei conservatoare, euroscepticismului, naționalismului economic și antiglobalismului.
În primii ani de după proclamarea independenței Republicii Moldova a fost un unionist declarat, adept al identității românești și critic al teoriei moldoveniste. 
Începând cu septembrie 2020, i-a fost interzisă intrarea în România pe o perioadă de trei ani, fără ca să i se ofere o explicație în acest sens. În prezent, interdicția nu mai este în vigoare.

## Controverse
Iurie Roșca a fost frecvent acuzat de colaborare cu serviciile secrete rusești, în special FSB și fostul KGB, fiind descris de presa din România și Republica Moldova ca un agent de influență al Kremlinului în spațiul românesc. Acesta a fost lider al publicației de propagandă „Sputnik Moldova”, considerată un instrument media al Rusiei, și a promovat în mod constant mesaje antioccidentale și conspiraționiste, criticând dur Uniunea Europeană, NATO și Statele Unite ale Americii.
Foștii săi susținători îl acuză de trădarea idealului unirii Republicii Moldova cu România, după ce, în anii 1990, se poziționa ca lider al mișcării unioniste. Ulterior, Roșca a virat spre o retorică moldovenistă, contestând identitatea românească a Basarabiei și promovând ideea unei „identități etno-lingvistice distincte” pentru populația Republicii Moldova, în consonanță cu propaganda rusă.
De asemenea, Roșca a întreținut relații controversate cu figuri politice apropiate Kremlinului, inclusiv ideologul rus Aleksandr Dughin, căruia i-a organizat lansări de carte la București, deși Dughin are interdicții de intrare în mai multe state occidentale. Aleksandr Dughin a afirmat, la rândul său, că Roșca este „prietenul Rusiei” și un „promotor activ al identității moldovenești”.
În 2020, autoritățile române i-au interzis intrarea pe teritoriul României pentru o perioadă de trei ani, invocând motive de securitate națională.
În vara anului 2022, presa a relatat despre o întâlnire neoficială la Chișinău între Iurie Roșca și senatoarea română Diana Iovanovici-Șoșoacă, o figură politică considerată pro-rusă și antioccidentală, ceea ce a alimentat speculațiile privind coordonarea unor mesaje politice favorabile intereselor Kremlinului în România și Republica Moldova.

## Viața personală
Din 1980 până în 2011 Iurie Roșca a fost căsătorit cu Larisa Roșca, cu care are trei copii: un fiu Ștefan și două fiice, Ruxanda și Oana. În primăvara anului 2013 el s-a căsătorit cu jurnalista Cristina Guțu, iar în 2014 cei doi au divorțat.
Iurie Roșca vorbește limbile română, rusă, engleză și franceză.

## Activitatea publicistică
1995  - ''Ieșirea din întuneric'' (culegere de articole)
1997 - "Părintele Mina Dobzeu,botezătorul lui Nicolae Steinhardt" (culegere de interviuri)
2000 -  ''Exerciții de luciditate'' (culegere de articole)
2013 - "Republica Moldova: de la independența politică spre independența economică"
2014 -  "Căderea Din URSS În UE. Cronici antiliberale"

### Traduceri:
2013 - "A patra teorie politică", Aleksandr Dughin
2014 - "Teoria lumii multipolare", Aleksandr Dughin